# Andromma anochetorum
Andromma anochetorum är en spindelart som beskrevs av Simon 1910. Andromma anochetorum ingår i släktet Andromma och familjen månspindlar. Inga underarter finns listade i Catalogue of Life.